# 6e cérémonie des Satellite Awards
La 6e cérémonie des Satellite Awards, décernée par The International Press Academy, a eu lieu le 19 janvier 2002, et a récompensé les films, téléfilms et séries télévisées produits l'année précédente.

## Palmarès

### Cinéma

#### Meilleur film dramatique
- In the Bedroom
  - Bleu profond (The Deep End)
  - Memento
  - Les Autres (The Others)
  - Sexy Beast

#### Meilleur film musical ou comédie
- Moulin Rouge (Moulin Rouge!)
  - Le Journal de Bridget Jones (Bridget Jones’s Diary)
  - Gosford Park
  - Hedwig and the Angry Inch
  - La Famille Tenenbaum (The Royal Tenenbaums)

#### Meilleur réalisateur
- Baz Luhrmann pour Moulin Rouge (Moulin Rouge!)
  - Jonathan Glazer pour Sexy Beast
  - Scott McGehee et David Siegel pour Bleu profond (The Deep End)
  - John Cameron Mitchell pour Hedwig and the Angry Inch
  - Christopher Nolan pour Memento

#### Meilleur acteur dans un film dramatique
- Brian Cox pour le rôle de Big John Harrigan dans L.I.E. (Long Island Expressway)
  - Russell Crowe pour le rôle de John Nash dans Un homme d'exception (A Beautiful Mind)
  - Guy Pearce pour le rôle de Leonard dans Memento
  - Sean Penn pour le rôle de Sam Dawson dans Sam, je suis Sam (I Aam Sam)
  - Billy Bob Thornton pour le rôle de Hank Grotowski dans À l'ombre de la haine (Monster's Ball)
  - Denzel Washington pour le rôle d'Alonzo dans Training Day

#### Meilleure actrice dans un film dramatique
- Sissy Spacek pour le rôle de Ruth Fowler dans In the Bedroom
  - Cate Blanchett pour le rôle de Charlotte Gray dans Charlotte Gray
  - Judi Dench pour le rôle de Iris Murdoch dans Iris
  - Halle Berry pour le rôle de Leticia Musgrove dans À l'ombre de la haine (Monster's Ball)
  - Nicole Kidman pour le rôle de Grace Stewart dans Les Autres (The Others)
  - Tilda Swinton pour le rôle de Margaret Hall dans Bleu profond (The Deep End)

#### Meilleur acteur dans un film musical ou une comédie
- Ewan McGregor pour le rôle de Christian dans Moulin Rouge (Moulin Rouge!)
  - Colin Firth pour le rôle de Mark Darcy dans Le Journal de Bridget Jones (Bridget Jones’s Diary)
  - Gene Hackman pour le rôle de Royal Tenenbaum dans La Famille Tenenbaum (The Royal Tenenbaums)
  - John Cameron Mitchell pour le rôle de Hedwig dans Hedwig and the Angry Inch
  - Ben Stiller pour le rôle de Derek Zoolander dans Zoolander
  - Chris Tucker pour le rôle de James Carter dans Rush Hour 2

#### Meilleure actrice dans un film musical ou une comédie
- Nicole Kidman pour le rôle de Satine dans Moulin Rouge (Moulin Rouge!)
  - Thora Birch pour le rôle d'Enid dans Ghost World
  - Audrey Tautou pour le rôle d'Amélie Poulain dans Le Fabuleux Destin d'Amélie Poulain
  - Sigourney Weaver pour le rôle de Max Conners dans Beautés empoisonnées (Heartbreakers)
  - Reese Witherspoon pour le rôle d'Elle Woods dans La Revanche d'une blonde (Legally Blonde)
  - Renée Zellweger pour le rôle de Bridget Jones dans Le Journal de Bridget Jones (Bridget Jones's Diary)

#### Meilleur acteur dans un second rôle dans un film dramatique
- Ben Kingsley pour le rôle de Don Logan dans Sexy Beast
  - Jim Broadbent pour le rôle de John Bayley dans Iris
  - Billy Crudup pour le rôle de Julien Levade dans L'Espionne par amour (Charlotte Gray)
  - Ed Harris pour le rôle de William Parcher dans Un homme d'exception (A Beautiful Mind)
  - Ian McKellen pour le rôle de Gandalf dans Le Seigneur des anneaux : La Communauté de l'anneau (The Lord of the Rings: The Fellowship of the Ring)
  - Goran Visnjic pour le rôle d'Alek 'Al' Spera dans Bleu profond (The Deep End)

#### Meilleure actrice dans un second rôle dans un film dramatique
- Jennifer Connelly pour le rôle de Alicia Nash dans Un homme d'exception (A Beautiful Mind)
  - Fionnula Flanagan pour le rôle de Mme Bertha Mills dans Les Autres (The Others)
  - Brittany Murphy pour le rôle d'Élisabeth Burrows dans Pas un mot (Don't Say a Word)
  - Julia Stiles pour le rôle de Paula Murphy dans The Business of Strangers
  - Marisa Tomei pour le rôle de Natalie Strout dans In the Bedroom
  - Kate Winslet pour le rôle d'Iris Murdoch (jeune) dans Iris

#### Meilleur acteur dans un second rôle dans un film musical ou une comédie
- Jim Broadbent pour le rôle de Harold Zidler dans Moulin Rouge (Moulin Rouge!)
  - Steve Buscemi pour le rôle de Seymour dans Ghost World
  - Hugh Grant pour le rôle de Daniel Cleaver dans Le Journal de Bridget Jones (Bridget Jones’s Diary)
  - Carl Reiner pour le rôle de Saul Bloom dans Ocean's Eleven
  - Ben Stiller pour le rôle de Chas Tenenbaum dans La Famille Tenenbaum (The Royal Tenenbaums)
  - Owen Wilson pour le rôle de Richie Tenenbaum dans La Famille Tenenbaum (The Royal Tenenbaums)

#### Meilleure actrice dans un second rôle dans un film musical ou une comédie
- Maggie Smith pour le rôle de la Comtesse de Trentham dans Gosford Park
  - Anjelica Huston pour le rôle d'Etheline Tenenbaum dans La Famille Tenenbaum (The Royal Tenenbaums)
  - Helen Mirren pour le rôle de Mme Wilson dans Gosford Park
  - Gwyneth Paltrow pour le rôle de Margot Tenenbaum dans La Famille Tenenbaum (The Royal Tenenbaums)
  - Miriam Shor pour le rôle de Yitzhak dans Hedwig and the Angry Inch
  - Emily Watson pour le rôle d'Elsie dans Gosford Park

#### Meilleure distribution
- Gosford Park

#### Meilleur scénario original
- À l'ombre de la haine (Monster's Ball) – Milo Addica et Will Rokos
  - Memento – Christopher Nolan et Jonathan Nolan
  - Moulin Rouge (Moulin Rouge!) – Baz Luhrmann et Craig Pearce
  - Les Autres (The Others) – Alejandro Amenábar
  - Sexy Beast – Louis Mellis et David Scinto

#### Meilleur scénario adapté
- In the Bedroom – Robert Festinger et Todd Field
  - Un homme d'exception (A Beautiful Mind) – Akiva Goldsman
  - Hedwig and the Angry Inch – John Cameron Mitchell
  - Last Orders – Fred Schepisi
  - Le Seigneur des anneaux : La Communauté de l'anneau (The Lord of the Rings – The Fellowship of the Ring) – Philippa Boyens, Peter Jackson et Fran Walsh

#### Meilleure direction artistique
- Moulin Rouge (Moulin Rouge!)
  - Gosford Park
  - Harry Potter à l'école des sorciers (Harry Potter and the Philosopher's Stone)
  - Le Seigneur des anneaux : La Communauté de l'anneau (The Lord of the Rings: The Fellowship of the Ring)
  - Les Autres (The Others)

#### Meilleurs costumes
- Moulin Rouge (Moulin Rouge!)
  - L'Affaire du collier (The Affair of the Necklace)
  - From Hell
  - La Planète des singes (Planet of the Apes) – Colleen Atwood
  - Le Seigneur des anneaux : La Communauté de l'anneau (The Lord of The Rings: The Fellowship of the Ring)

#### Meilleure photographie
- The Barber : l'homme qui n'était pas là (The Man Who Wasn't There)
  - Cœurs perdus en Atlantide (Hearts in Atlantis)
  - Moulin Rouge (Moulin Rouge!)
  - Pearl Harbor – John Schwartzman
  - Le Seigneur des anneaux : La Communauté de l'anneau (The Lord of the Rings: The Fellowship of the Ring)

#### Meilleur montage
- Le Seigneur des anneaux : La Communauté de l'anneau (The Lord of The Rings: The Fellowship of the Ring)
  - Le Fabuleux Destin d'Amélie Poulain
  - Un homme d'exception (A Beautiful Mind)
  - Harry Potter à l'école des sorciers (Harry Potter and the Philosopher's Stone)
  - Moulin Rouge (Moulin Rouge!)

#### Meilleur son
- Le Seigneur des anneaux : La Communauté de l'anneau (The Lord of The Rings: The Fellowship of the Ring)
  - Hedwig and the Angry Inch
  - Jurassic Park 3 (Jurassic Park III) – Howell Gibbens
  - Moulin Rouge (Moulin Rouge!)
  - Les Autres (The Others)

#### Meilleurs effets visuels
- Le Seigneur des anneaux : La Communauté de l'anneau (The Lord of The Rings: The Fellowship of the Ring)
  - Harry Potter à l'école des sorciers (Harry Potter and the Philosopher's Stone)
  - Jurassic Park 3 (Jurassic Park III)
  - Moulin Rouge (Moulin Rouge!)
  - Pearl Harbor – Eric Brevig

#### Meilleure musique de film
- Moulin Rouge (Moulin Rouge!) – Craig Armstrong
  - Un homme d'exception (A Beautiful Mind) – James Horner
  - Hannibal – Hans Zimmer
  - La Revanche d'une blonde (Legally Blonde) – Rolfe Kent
  - Spy Game, jeu d'espions (Spy Game) – Harry Gregson-Williams

#### Meilleure chanson originale
- Un homme d'exception (A Beautiful Mind) – Charlotte Church pour la chanson All Love Can Be
  - Moulin Rouge (Moulin Rouge!) – pour la chanson Come What May
  - Pearl Harbor – Diane Warren pour la chanson There You'll Be
  - Vanilla Sky – pour la chanson Vanilla Sky
  - Vanilla Sky – pour la chanson I Fall Apart

#### Meilleur film en langue étrangère
- No Man's Land •  Belgique /  Bosnie-Herzégovine /  France /  Italie /  Slovénie /  Royaume-Uni
  - Le Fabuleux Destin d'Amélie Poulain •  France /  Allemagne
  - Beijing Bicycle (十七岁的单车) •  Chine /  France /  Taïwan
  - La Vierge des tueurs (La Virgen de los sicarios) •  Colombie /  France /  Espagne
  - La Princesse et le Guerrier (Der Krieger und die Kaiserin) •  Allemagne
  - Le Secret de Baran (باران) •  Iran

#### Meilleur film d'animation
- Le Seigneur des anneaux : La Communauté de l'anneau (The Lord of The Rings: The Fellowship of the Ring)
  - Harry Potter à l'école des sorciers (Harry Potter and the Philosopher's Stone)
  - Jimmy Neutron : Un garçon génial (Jimmy Neutron : Boy Genius)
  - Monstres et Cie (Monsters, Inc.)
  - Shrek

#### Meilleur documentaire
- In Cane for Life

### Télévision
Note : le symbole « ♕ » rappelle le gagnant de l'année précédente (si nomination).

#### Meilleure série télévisée dramatique
- 24 heures chrono (24)
  - Washington Police (The District)
  - Six Feet Under (Six Feet Under)
  - Les Soprano (The Soprano)
  - À la Maison-Blanche (The West Wing) ♕

#### Meilleure série télévisée musicale ou comique
- Sex and the City ♕
  - Dharma et Greg (Dharma and Greg)
  - Tout le monde aime Raymond (Everybody Loves Raymond)
  - Frasier
  - Friends

#### Meilleure mini-série
- Life with Judy Garland: Me and My Shadows
  - Frères d'armes (Band of Brothers)
  - Chroniques de San Francisco (Further Tales of the City)
  - Anne Frank: The Whole Story
  - 1943 l'ultime révolte (Uprising)

#### Meilleur téléfilm
- The Day Reagan Was Shot
  - Conspiration (Conspiracy)
  - Midwives
  - Varian's War
  - Wild Iris
  - Bel Esprit (Wit)

#### Meilleur acteur dans une série télévisée dramatique
- Kiefer Sutherland pour le rôle de Jack Bauer dans 24 heures chrono (24)
  - James Gandolfini pour le rôle de Tony Soprano dans Les Soprano (The Sopranos)
  - Craig T. Nelson pour le rôle de Jack Mannion dans Washington Police
  - William Petersen pour le rôle de Gil Grissom dans Les Experts (CSI)
  - Martin Sheen pour le rôle de Josiah Bartlet dans À la Maison-Blanche (The West Wing)

#### Meilleure actrice dans une série télévisée dramatique
- Edie Falco pour le rôle de Carmela Soprano dans Les Soprano (The Sopranos)
  - Amy Brenneman pour le rôle d'Amy Madison Gra dans Amy
  - Kim Delaney pour le rôle de Kathleen Maguire dans Philly
  - Marg Helgenberger pour le rôle deCatherine Willows dans Les Experts (CSI)
  - Sela Ward pour le rôle d'Elizabeth Manning dans Deuxième chance (Once and Again)

#### Meilleur acteur dans une série télévisée musicale ou comique
- Kelsey Grammer pour le rôle de Frasier Crane dans Frasier
  - Thomas Cavanagh pour le rôle d'Ed Stevens dans Ed pour
  - Eric McCormack pour le rôle de Will Truman dans Will et Grace (Will and Grace)
  - Ray Romano pour le rôle de Raymond Barone dans Tout le monde aime Raymond (Everybody Loves Raymond)
  - George Segal pour le rôle de Jack Gallo dans Voilà ! (Just Shoot Me!)

#### Meilleure actrice dans une série télévisée musicale ou comique
- Debra Messing pour le rôle de Grace Adler dans Will et Grace (Will and Grace)
  - Jenna Elfman pour le rôle de Dharma Montgomery dans Dharma et Greg (Dharma and Greg)
  - Lauren Graham pour le rôle de Lorelai Gilmore dans Gilmore Girls
  - Jane Kaczmarek pour le rôle de Lois dans Malcolm
  - Lisa Kudrow pour le rôle de Phoebe Buffay dans Friends ♕

#### Meilleur acteur dans une mini-série ou un téléfilm
- Richard Dreyfuss pour le rôle d'Alexander Haig dans The Day Reagan Was Shot
  - William Hurt pour le rôle de Varian Fry dans Varian's War
  - Ben Kingsley pour le rôle d'Otto Frank dans Anne Frank: The Whole Story
  - Damian Lewis pour le rôle du major Richard D. Winters dans Frères d'armes (Band of Brothers)
  - Jeffrey Wright pour le rôle de Martin Luther King dans Boycott

#### Meilleure actrice dans une mini-série ou un téléfilm
- Judy Davis pour le rôle de Judy Garland dans Judy Garland, la vie d'une étoile (Life with Judy Garland: Me and My Shadows)
  - Laura Linney pour le rôle d'Iris Bravard dans Wild Iris
  - Sissy Spacek pour le rôle de Sibyl Danforth dans Midwives
  - Hannah Taylor-Gordon pour le rôle d'Anne Frank dans Anne Frank: The Whole Story
  - Emma Thompson pour le rôle de Vivian Bearing dans Bel Esprit (Wit)

#### Meilleur acteur dans un second rôle
- David Schwimmer pour le rôle du capitaine Herbert Sobel dans Frères d'armes (Band of Brothers)
  - Bill Campbell pour le rôle du Dr Jon Fielding dans Chroniques de San Francisco (More Tales of the City)
  - Cary Elwes pour le rôle du Dr Fritz Hippler dans 1943 l'ultime révolte (Uprising)
  - Colin Firth pour le rôle du Dr Wilhelm Stuckart dans Conspiration (Conspiracy)
  - Stanley Tucci pour le rôle de Adolf Eichmann dans Conspiration (Conspiracy)

#### Meilleure actrice dans un second rôle
- Julia Ormond pour le rôle de Miriam Davenport dans Varian's War
  - Tammy Blanchard pour le rôle de Judy Garland (à 17 ans) dans Life with Judy Garland: Me and My Shadows
  - Brenda Blethyn pour le rôle de  Auguste van Pels dans Anne Frank: The Whole Story
  - Jill Hennessy pour le rôle de Jackie Kennedy dans Jackie, Ethel, Joan: The Women of Camelot
  - Lauren Holly pour le rôle de Ethel Kennedy dans Jackie, Ethel, Joan: The Women of Camelot

#### Meilleure distribution
- À la Maison-Blanche

### Récompenses spéciales
Révélations de l'année
- Dakota Fanning dans Sam, je suis Sam
- Rupert Grint  dans Harry Potter à l'école des sorciers

Mary Pickford Award
- Karl Malden

Outstanding Service in the Entertainment Industry
- Meir Feningstein (récompense spéciale pour la promotion du meilleur du cinéma israélien à travers l'Israël Film Festival aux États-Unis)

## Récompenses et nominations multiples

### Nominations multiples
Cinéma
14 : Moulin Rouge
9 : Le Seigneur des anneaux : La Communauté de l'anneau
7 : Un homme d'exception
6 : Gosford Park, La Famille Tenenbaum, Hedwig and the Angry Inch, Les Autres
4 : Memento, Le Journal de Bridget Jones, Harry Potter à l'école des sorciers, Sexy Beast, In the Bedroom
3 : À l'ombre de la haine, Iris, Le Fabuleux Destin d'Amélie Poulain, The Deep End
2 : La Revanche d'une blonde
Télévision

### Récompenses multiples
Cinéma
8 / 14 : Moulin Rouge
3 / 9 : Le Seigneur des anneaux : La Communauté de l'anneau
3 / 4 : In the Bedroom
2 / 7 : Un homme d'exception
Télévision